# IC 1816
IC 1816 ist eine Balken-Spiralgalaxie mit aktivem Galaxienkern vom Hubble-Typ SBab im Sternbild Chemischer Ofen am Südsternhimmel. Sie ist schätzungsweise 223 Millionen Lichtjahre von der Milchstraße entfernt und hat einen Durchmesser von etwa 90.000 Lj.

Im selben Himmelsareal befindet sich u. a. die Galaxie NGC 964.
Das Objekt wurde am 12. Oktober 1896 von Lewis Swift entdeckt.